# Jogo das estrelas
Um jogo das estrelas (em inglês: all-star game) é uma partida de exibição jogado entre os melhores jogadores de um dado evento esportivo, como um campeonato ou uma liga. O termo é utilizado primariamente nos Estados Unidos e no Canadá, onde anualmente são realizados uma partida entre os melhores jogadores das principais ligas esportivas dos países, como a NBA, a MLB, a NFL e a NHL.